# No Man’s Heath (Warwickshire)
No Man’s Heath – wieś w Anglii, w hrabstwie Warwickshire, w dystrykcie North Warwickshire. Leży 45 km na północ od miasta Warwick i 164 km na północny zachód od Londynu.